# Danna Paola (EP)
Danna Paola es el EP homónimo de la cantante mexicana Danna Paola, fue lanzado el 25 de septiembre de 2007 a través de Universal Music México.

## Antecedentes
El EP cuenta con la participación de Pambo, Liquits y Xabi de La Oreja de Van Gogh, entre otros, como autores de las canciones.
La cantante dice que la edición de este EP homónimo representa una buena estrategia, para no recurrir a los covers, y así su material fuera más barato para estar al alcance de las personas.
El EP contiene cinco temas inéditos: "Mundo de Caramelo", "El primer día sin ti", "Es mejor", "Dame corazón" y "De aquí para allá", que fueron seleccionados por Danna Paola y su disquera, que representaron una nueva propuesta musical y un nuevo paso en su vida personal al estar entrando a la adolescencia.
En esta producción, también se contó con la participación de la banda, La Forquetina.
La producción fue realizada por Mario Iván Contreras y Axel Dupeyron en Studio 105.
Cuatro de los temas excepto: "De aquí para allá", fueron incluidos en la banda sonora de la telenovela juvenil Atrévete a soñar, protagonizada por Danna Paola, alcanzando mayor popularidad entre 2009-2010.

## Lista de canciones
1. Es Mejor – 3:04
2. Dame Corazón – 3:26
3. Mundo de Caramelo – 3:53
4. El Primer Día Sin Ti – 3:54
5. De Aquí Para Allá – 3:32